# GTR (Computerspielreihe)
GTR (Gran Turismo Racing) ist eine Serie von Rennsimulationen der FIA-GT-Meisterschaft für Windows. Beide bisher erschienenen Teile sowie der Ableger GT Legends stammen vom schwedischen Entwickler SimBin Studios. Alle Spiele verfügen über eine offizielle FIA-Lizenz. Am 31. März 2010 hat SimBin mit GTR3 einen Nachfolger angekündigt.

## GTR FIA GT Racing Game
Der erste Teil GTR FIA GT Racing Game erschien am 4. November 2004 und beinhaltet mehr als 70 originalgetreue Wagen, darunter die Chrysler Viper GTS-R, den Ferrari 550 GTS Maranello und den Lamborghini Murciélago.
Im Profimodus gehört GTR zu den anspruchsvollen und realistischen Rennspielen. Die Spielergemeinschaft von GTR fährt untereinander Rennen sowie Meisterschaften aus.

### Features
- Original-Strecken und Autos der FIA-GT-Meisterschaft
- 3 Spielmodi für Einsteiger, Fortgeschrittene und Simulationsprofis
- Original-Rennteams mit mehr als 70 Wagen, wie z. B. Porsche 911, Viper GTS-R, BMW Z3 M oder Ferrari 550 Maranello
- Realistisches Fahrverhalten
- Dynamische Wetterwechsel während des Rennens
- Uneingeschränkte Speicherfunktion während der Rennen
- MOTEC-Analysesoftware: GTR nutzt die Analysesoftware echter Rennteams
- Basierend auf echten Telemetrie-Daten der FIA-GT-Teams
- Live-Track-Technologie: Der Streckenzustand verändert sich im Rennverlauf
- Bis zu 28 Spieler im Internet-Online-Racing-System und eigener Liga
- Download neuer Strecken, Fahrzeuge und Features
- Von und mit echten Rennsport-Profis entwickelt

### Patches und Add-ons
Bei einer Neuinstallation braucht man nicht alle Patches zu installieren.
Lediglich 1.2 (24H Spa-Add-on), 1.4, sowie den bisher letzten Patch 1.5 (in welchem der Netzwerkcode für Spiele über das Internet optimiert wurde)!
- Patch 1.1
- Patch 1.2 24H Spa Add-on
- Patch 1.3
- Patch 1.4
- Patch 1.5

Das Besondere an GTR ist, dass verschiedene Add-ons kostenlos von den Entwicklern bereitgestellt werden. Bis jetzt sind dies folgende:
- 24h Spa Add-on

Ermöglicht es, ein 24h-Rennen auf dem Kurs in Belgien (Spa) zu fahren.
- King of Ovals

Fügt Ovalkurse zu dem Spiel hinzu und bringt somit amerikanisches Flair in das Spiel.
- Mods und andere Erweiterungen

Es existieren diverse Mods, Standalone Cars (Fahrzeuge mit neuem Design), Strecken (wie z. B. Nordschleife, Brands Hatch etc.).

### Autos
- Ferrari 550
- Ferrari 575
- Chrysler Viper GTS-R
- Lister Storm GT
- Lamborghini Murciélago
- Saleen S7-R
- Chevrolet Corvette C5-R
- Porsche 993 GT2
- Ferrari 360
- Porsche 996 GT3 RSR
- Morgan Aero 8
- Mosler MT900R
- Seat Toledo GT
- BMW Z3 M
- Lotus Elise

### Rennstrecken
- Monza
- Estoril
- Magny-Cours
- Anderstorp
- Catalunya
- Oschersleben
- Enna Pergusa
- Spa-Francorchamps
- Brünn
- Donington

## GTR 2 FIA GT Racing Game
Der Nachfolger erschien am 28. September 2006.
Im zweiten Teil wurde die Zahl der verfügbaren originalgetreuen Autos auf 100 sowie deren Detailgrad und Realismus erhöht. Über den Multiplayer-Modus können Online-Rennen ausgetragen werden.

### Rennstrecken
Folgende Rennstrecken sind im Spiel enthalten:
| GTR²-Rennstrecken | GTR²-Rennstrecken |
| Rennstrecke       | Streckenverlauf   |
| ----------------- | ----------------- |
| Anderstorp        |                   |
| Brünn             |                   |
| Catalunya         |                   |
| Donington         |                   |
| Dubai             |                   |

| GTR²-Rennstrecken | GTR²-Rennstrecken |
| Rennstrecke       | Streckenverlauf   |
| ----------------- | ----------------- |
| Enna Pergusa      |                   |
| Estoril           |                   |
| Imola             |                   |
| Hockenheimring    |                   |
| Magny-Cours       |                   |

| GTR²-Rennstrecken | GTR²-Rennstrecken |
| Rennstrecke       | Streckenverlauf   |
| ----------------- | ----------------- |
| Monza             |                   |
| Oschersleben      |                   |
| Spa-Francorchamps |                   |
| Valencia          |                   |
| Zhuhai            |                   |

### Teams
| GTR² Fahrzeuge                   |                  |               |         |        |       |
| Fahrzeug                         | Motor            | Leistung      | Gewicht | Klasse | Bild* |
| BMW E46 M3 GTR                   | 4.0 l V8         | 500 PS        | 1170 kg | G2     |       |
| BMW Z3 M Coupé                   | 3.2 l R6         | 380 PS        | 1100 kg | G3     |       |
| Chevrolet Corvette C5-R          | 7.0 l V8         | 610 PS        | 1150 kg | G2     |       |
| Chrysler Viper GTS-R             | 8.0 l V10        | 636 PS 655 PS | 1100 kg | GT     |       |
| Chrysler Viper Competition Coupé | 8.3 l V10        | 520 PS        | 1365 kg | G3     |       |
| Ferrari 360 GTC                  | 3.6 l V8         | 460 PS        | 1100 kg | NGT    |       |
| Ferrari 360 Modena               | 3.6 l V8         | 440 PS        | 1100 kg | NGT    |       |
| Ferrari 550 GTS Maranello        | 6.0 l V12        | 630 PS 606 PS | 1100 kg | GT     |       |
| Ferrari 575 GTC                  | 6.0 l V12        | 610 PS        | 1100 kg | GT     |       |
| Gillet Vertigo Streiff           | 3.0 l V6         | 242 PS        | 1030 kg | G3     |       |
| Lamborghini Murcielago R-GT      | 6.0 l V12        | 610 PS        | 1100 kg | GT     |       |
| Lister Storm                     | 7.0 l V12        | 595 PS        | 1100 kg | GT     |       |
| Lotus Elise                      | 1.8 l R4         | 200 PS        | 700 kg  | G3     |       |
| Maserati MC12                    | 6.0 l V12        | 650 PS        | 1130 kg | GT     |       |
| Morgan Aero 8                    | 4.7 l V8         | 460 PS        | 1100 kg | G2     |       |
| Mosler MT900R                    | 5.7 l V8         | 438 PS        | 1100 kg | G2     |       |
| Nissan 350Z                      | 3.5 l V6         | 430 PS        | 1100 kg | NGT    |       |
| Porsche 996 Bi-Turbo             | 3.6 l B6 Biturbo | 520 PS        | 1200 kg | G2     |       |
| Porsche 993 GT2                  | 3.6 l B6 Turbo   | 605 PS        | 1130 kg | GT     |       |
| Porsche 996 GT3 Cup              | 3.6 l B6         | 390 PS        | 1150 kg | G3     |       |
| Porsche 996 GT3 RS               | 3.6 l B6         | 450 PS        | 1100 kg | NGT    |       |
| Porsche 996 GT3 RSR              | 3.6 l B6         | 457 PS        | 1100 kg | NGT    |       |
| Saleen S7-R                      | 7.0 l V8         | 620 PS        | 1100 kg | GT     |       |
| Seat Toledo                      | 3.0 l V6 Turbo   | 510 PS        | 1150 kg | G2     |       |
| TVR T400R                        | 4.0 l R6         | 440 PS        | 1100 kg | NGT    |       |

* Anmerkung: Nur die folgenden Bilder der Tabelle zeigen die im Spiel enthaltene Rennversion: Ferrari 360, Ferrari 550, Chrysler Viper GTS-R, Porsche 911 GT3, Maserati MC12, TVR T400R, Saleen S7-R und Lotus Elise.  Alle übrigen Bilder zeigen die Serienversion des entsprechenden Fahrzeugs, auf der es basiert.
Sämtliche Fahrzeuge mit Ferrari als Hersteller wurden aus der Steam-Version von GTR2 entfernt.

### Auszeichnungen
- GameStar
  - Bestes Sportspiel 2006
- GameSpy
  - Game of the Year 2006: Platz 9
  - Sports/Racing Game of the Year 2006: Platz 1